# Morde auf dem Bülowplatz

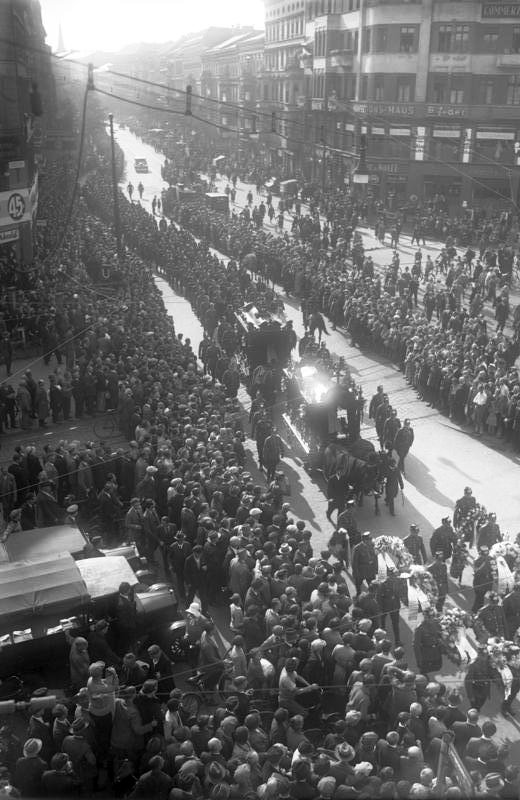
Trauerzug für die Polizeihauptleute Paul Anlauf und Franz Lenck

Die Morde auf dem Bülowplatz in Berlin waren ein politisches Verbrechen während der Endphase der Weimarer Republik. Im Auftrag der KPD erschossen Erich Mielke und Erich Ziemer, beide damals Angehörige des Parteiselbstschutzes (PSS), am 9. August 1931 auf dem damaligen Bülowplatz (heute: Rosa-Luxemburg-Platz) die Polizeioffiziere Paul Anlauf und Franz Lenck und verletzten einen weiteren lebensgefährlich.

## Vorgeschichte und Auftrag
Hintergrund war der Volksentscheid zur Auflösung des preußischen Landtages vom 9. August 1931, den der Stahlhelm initiiert hatte und der von KPD, DNVP, NSDAP sowie kleineren Rechtsparteien unterstützt wurde. Im Vorfeld der Abstimmung hatte sich der politische Kampf in Berlin verschärft. Am 8. August kam es bei einer wiederholten Räumung des Bülowplatzes in der unmittelbaren Nähe der KPD-Parteizentrale zu Auseinandersetzungen zwischen Polizei und Anwesenden, bei denen der 19-jährige Klempner Fritz Auge am 8. August von der Polizei aus nächster Nähe erschossen und ein weiterer Arbeiter durch einen Armschuss verletzt wurde. Um dafür unmittelbar Rache zu üben, wollten die Täter die Verkündung des Ergebnisses nutzen und mittelbar eine neue politische Situation schaffen. In diesem Zusammenhang tauchten an Häuserwänden mit „R.F.B. lebt“ und „Rot-Front nimmt Rache“ unterschriebenen Losungen auf, die für einen erschossenen Arbeiter den Tod zweier Schupo-Offiziere ankündigten. Andere Quellen halten die Anbringung dieser Losungen erst für den Zeitpunkt nach den Morden an Anlauf und Lenck fest.
Während die sozialdemokratische Presse wie der Vorwärts die Kommunisten als Verbündete der Nationalsozialisten, die Schüsse der Polizei als Selbstverteidigung darstellte und von einer „Kommunistische[n] Blutschuld“ schrieben, warf Die Rote Fahne als Organ der KPD dem Vorwärts durch die zugespitzte veröffentlichte Meinung im Blatt eine Mitschuld an den Schüssen vor. Nachfolgend planten – nach späteren Aussagen Tatbeteiligter – die KPD-Reichstagsabgeordneten Hans Kippenberger als Leiter des KPD-Nachrichtendienstes Antimilitärischer Apparat und Heinz Neumann im Hinterzimmer einer Kneipe zusammen mit dem Leiter des Parteiselbstschutzes Berlin-Wedding, Michael Klause, die Erschießung des Offiziers der preußischen Schutzpolizei und Leiters der Revierwache 7, Paul Anlauf. Dazu fand Klause in Kippenbergers Auftrag in Erich Mielke und Erich Ziemer zwei Freiwillige als Schützen.
Inwieweit Walter Ulbricht, zu jener Zeit der Politische Leiter des KPD-Bezirks Berlin-Brandenburg-Lausitz-Grenzmark, in die Aktion verwickelt war oder vorab von ihr wusste, wird in der Forschung unterschiedlich dargestellt. Nach Mario Frank hat er die Morde billigend in Kauf genommen. Laut John O. Koehler hatte er die Abgeordneten Kippenberger und Neumann am 2. August abgekanzelt und dazu aufgerufen, in Kürze der Polizei „in den Kopf zu schießen.“ Laut Ilko-Sascha Kowalczuk stammen die Quellen, die eine Beteiligung Ulbrichts nahelegen, von KPD-Renegaten, bei denen man aber immer kritisch nach ihren Motiven und etwaigen Legitimationsproblemen fragen müsse. Beispielhaft erinnerte sich Ernst Wollweber an ein Gespräch mit Ernst Thälmann über die Morde, in dem dieser ausführte, „er [Ulbricht] hat es nicht verhindert. Wenn ich da gewesen wäre, wäre es nicht passiert.“
Kowalczuk resümiert, dass eine Beteiligung Ulbrichts „weder nachweisbar noch unwahrscheinlich“ ist.
Der Volksentscheid scheiterte mit 93,93 % Ja-Stimmen und einer Beteiligung von 39,21 % unecht am Quorum, das eine 50 %-Mindestbeteiligung vorsah.

## Tathergang
Am Abend des 9. August 1931 gegen 19 oder 20 Uhr befanden sich der Hauptmann der Schutzpolizei Paul Anlauf (* 9. April 1882), der Hauptmann Franz Lenck (* Mai 1892) vom Gewerbeaußendienst und der Polizeioberwachtmeister August Willig auf Streifengang von der Revierwache 7 in der Hankestraße (heute: Rosa-Luxemburg-Straße) durch die Weydingerstraße Richtung Karl-Liebknecht-Haus. Dort angekommen trafen sie auf den Polizeioberwachtmeister Burkert. Er riet ihnen, den Bülowplatz räumen zu lassen, da die Stimmung der ungefähr 1000 Menschen auf dem Platz sehr aggressiv und aufgeheizt sei.
Die drei Beamten gingen daraufhin durch die Weydingerstraße zurück in Richtung Hankestraße. Mielke und Ziemer, die sich vermutlich bis dahin in einem Hauseingang versteckt gehalten hatten, näherten sich den Beamten nun sehr schnell von hinten. In der auf das Kino Babylon zulaufenden Weydingerstraße sprachen sie ihr Tatvorhaben kurz und unmittelbar hinter den Beamten befindlich ab. Willig bemerkte dies und wollte seine Pistole 08 aus dem Holster ziehen und sich zu den Attentätern umdrehen. In diesem Moment feuerten die Täter aus einer Entfernung von etwa vier bis fünf Metern mindestens sechsmal auf ihre Opfer. Anlauf erlitt einen Kopfschuss und war sofort tot, Lenck wurde in den Rücken getroffen, schleppte sich noch mit gezogener Pistole in den Eingang des Kinos Babylon und starb wenig später auf dem Weg in die Rettungsstelle. Willig, kurzzeitig zusammengebrochen, konnte sich wieder aufrichten und feuerte das gesamte Magazin seiner Dienstwaffe auf umstehende unbeteiligte Passanten leer. Er überlebte mit einem Bauchschuss und einer Handverletzung.
Die Polizeikräfte vor dem Karl-Liebknecht-Haus – mittlerweile in Panik geraten – glaubten nun an einen groß angelegten Angriff und schossen wahllos auf flüchtende Passanten. Nachdem Verstärkung eintraf, war der Bülowplatz fast menschenleer, Polizeibeamte feuerten noch auf vermeintliche Heckenschützen. Umliegende Häuser wurden durchsucht, ebenso wie die Besucher des Kinos Babylon. Mielke und Ziemer konnten entkommen.

## Die Täter
Die Täter, die auf die Polizisten schossen, gehörten dem Parteiselbstschutz der KPD (PSS), einer paramilitärisch organisierten und bewaffneten Gruppe innerhalb der Partei, an. Die Schützen waren der spätere Minister für Staatssicherheit der DDR, Erich Mielke, und Erich Ziemer. Beide flohen mit Hilfe ihrer Partei über Rostock und Leningrad nach Moskau. Der Auftrag zur Ermordung kam von Hans Kippenberger, kommunistischer Reichstagsabgeordneter und Leiter des Antimilitärischen Apparates der KPD. Politischer Hauptverantwortlicher war Heinz Neumann, damals in der KPD die Nummer zwei nach Ernst Thälmann. Der instruierte Michael Klause bat um zwei Freiwillige (Mielke und Ziemer) und stellte zur weiteren Ausführung fünf bewaffnete Ordner als Nachhut und mehrere unbewaffnete Eingeweihte ab, die möglichen Verfolgern wie der Polizei den Weg versperren sollten. Klause beteiligte sich darüber hinaus nicht an der Ausführung.
Bis heute ist nicht restlos geklärt, ob an der Tatdurchführung noch ein dritter Attentäter beteiligt war, der aus seiner Pistole keine Schüsse abgegeben haben soll.

## Strafverfolgung

### Weimarer Republik
Noch am 9. August 1931 wurden am Bülowplatz mehrere Häuser durchsucht, darunter das gegen 23 Uhr abgeriegelte Karl-Liebknecht-Haus, das am Folgetag um 5 Uhr morgens von der Polizei besetzt wurde. Es erfolgten Personalienfeststellungen, eine KPD-Personalkartei und die aktuelle Ausgabe der Roten Fahne wurden beschlagnahmt.
Als einzigen möglichen Tatverdächtigen konnte die politische Polizei seinerzeit nur Max Thunert ermitteln, der am 9. August am Bülowplatz von der Polizei in einer Regentonne sitzend entdeckt worden war und angegeben hatte, sich nur aus Angst vor den Schüssen der Polizei dort versteckt zu haben. Eine direkte Tatbeteiligung konnte ihm nicht nachgewiesen werden.

### NS-Zeit

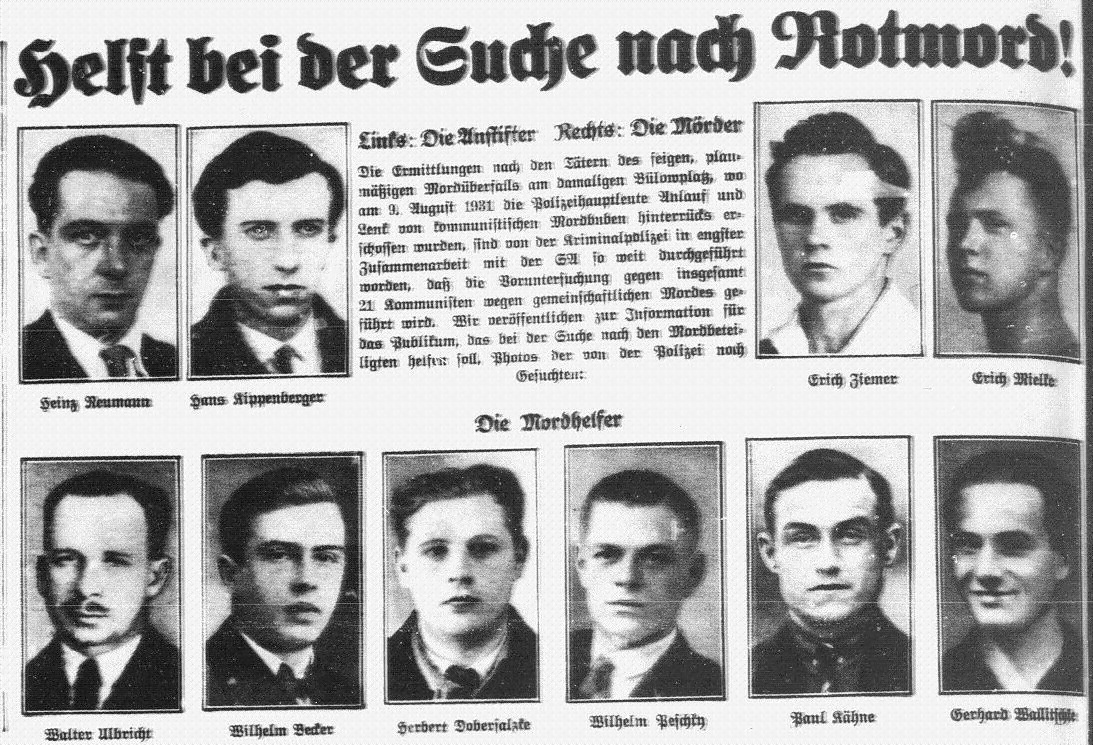
Fahndungsplakat der Berliner Polizei vom September 1933. Gesucht wurde nach flüchtigen Tatverdächtigen (v. l. n. r.): 1. Reihe: Heinz Neumann, Hans Kippenberger, Erich Ziemer, Erich Mielke; 2. Reihe: Walter Ulbricht, Wilhelm Becker, Herbert Dobersalske, Wilhelm Peschky, Paul Kähne, Gerhard Wallitschke.

Im Jahr 1935 befanden sich alle zur Fahndung ausgeschriebenen Verdächtigen in der Sowjetunion. Nur Ulbricht und Mielke überlebten die NS-Diktatur und kehrten 1945 nach Deutschland zurück. Erich Ziemer meldete sich im Jahr 1936 freiwillig zum Kampfeinsatz im Spanischen Bürgerkrieg bei den Internationalen Brigaden. Er fiel im Oktober 1937 in Aragonien. Neumann und Kippenberger wurden in der Sowjetunion hingerichtet. Wilhelm Beckers letztes Lebenszeichen kam 1937 aus einem Lager des Gulag in Sibirien, auch Wilhelm Peschky und Gerhard Wallitschke kamen im Gulag um. Herbert Dobersalske wurde im Zweiten Weltkrieg als sowjetischer Fallschirmagent in Deutschland erschossen; zu Paul Kähne ist nichts überliefert.
Nach der „Machtergreifung“ der Nationalsozialisten 1933 wurden bislang nicht aufgeklärte Fälle sogenannter Rotmorde der Mordkommission der Berliner Kriminalpolizei unter Ernst Gennat übergeben. Beide Tatwaffen, die Mielke und Ziemer auf ihrer Flucht in Richtung Volksbühne über einen Zaun geworfen hatten, konnten aufgefunden werden. Thunert wurde durch Gennat nochmals verhört. Nun gab er eine Tatbeteiligung zu, bestritt jedoch, selbst geschossen zu haben und belastete Max Matern als angeblichen Auftraggeber schwer. Am 23. April 1933 erließ das Landgericht Berlin Haftbefehle gegen Mielke und Ziemer. Mielke behauptete später, die NS-Justiz hätte ihn 1934 „in Abwesenheit verurteilt zum Tode (Bülowplatz)“. Tatsächlich war das Verfahren gegen ihn durch Beschluss vom 23. April 1934 gemäß § 205 StPO noch vor der Eröffnung des Hauptverfahrens eingestellt worden, da man seiner nicht habhaft werden konnte.
Nach der Verhaftung Klauses durch die Nationalsozialisten am 17. Juli 1933 wurde dieser von der SA misshandelt und sollte als Kronzeuge im Bülowplatz-Prozess aussagen. Im Laufe der Ermittlungen wurden ebenso Max Matern, Friedrich Broede, Albert Kuntz und Erich Wichert verhört. Neben Matern und Broede wurde Klause am 19. Juni 1934 vom Schwurgericht I beim Landgericht Berlin unter Vorsitz des Landgerichtsdirektors Walter Böhmert wegen „gemeinschaftlichen Mordes und Begünstigung“ zum Tode verurteilt. Ein Gnadengesuch an Adolf Hitler führte zur Umwandlung des Todesurteils von Klause in eine lebenslange Zuchthausstrafe. Er kam im Februar 1942 im Zuchthaus Plötzensee ums Leben. Kuntz und Wichert wurden in einem späteren Prozess wegen Hochverrats zu Zuchthaus- bzw. Schutzhaftstrafen verurteilt. Broede kam im März 1935 im Gefängnis ums Leben, Matern wurde zwei Monate darauf hingerichtet. Die Todesursache für Klause als auch für Broede wird sowohl mit Selbstmord als auch im Falle Broedes mit Körperverletzung mit Todesfolge sowie bei Klause mit Tod durch das Fallbeil angegeben.

### Alliierte Besatzungszonen
Nach dem Krieg strebte der im Mai 1945 eingesetzte Generalstaatsanwalt von Berlin, Wilhelm Kühnast, Strafverfahren gegen Erich Mielke und Walter Ulbricht auf Grundlage nationalsozialistischer Ermittlungsunterlagen an. Am 7. Februar 1947 erließ das Amtsgericht Berlin-Mitte Haftbefehl gegen Erich Mielke wegen Doppelmordes an den Polizeibeamten Anlauf und Lenck. Auf Betreiben der SED wurde der Haftbefehl außer Vollzug gesetzt, in West-Berlin blieb der Haftbefehl gegen Mielke weiterhin in Kraft. Auf Wunsch des sowjetischen Vertreters veranlasste die Alliierte Kommandantur Kühnast zur Herausgabe der Ermittlungsakten. Im Dezember 1947 wurde Kühnast offiziell seines Amts enthoben und floh später in den Westteil der Stadt.

### Bundesrepublik Deutschland
Im Jahr 1993 verurteilte das Landgericht Berlin Erich Mielke wegen Mordes an den beiden Polizeibeamten zu einer Freiheitsstrafe von sechs Jahren. Eine entscheidende Rolle spielten bei der Urteilsfindung persönliche Angaben von Mielke und Ziemer aus dem Archiv der KPdSU in Moskau, auf die Götz Aly und Jochen von Lang das Gericht aufmerksam gemacht hatten. Ende 1995 wurde Mielke im Alter von 88 Jahren auf Bewährung entlassen.

## Rezeption

### NS-Zeit

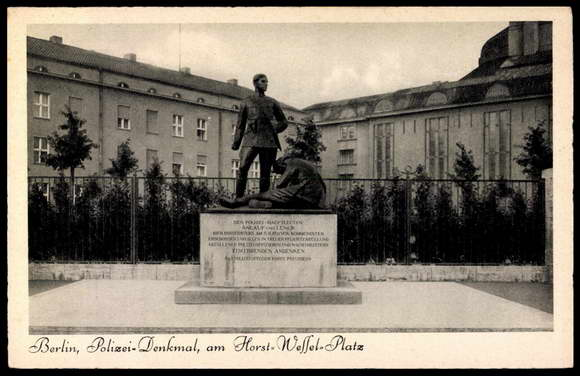
Das Polizei-Denkmal am Horst-Wessel-Platz, um 1938

Am 24. September 1934 wurde auf dem nunmehr in Horst-Wessel-Platz umbenannten Bülowplatz zwischen der Volksbühne und dem heutigen U-Bahnhof Rosa-Luxemburg-Platz ein von Hans Dammann geschaffenes Denkmal für Anlauf, Lenck und alle anderen im Dienst getöteten Polizeiangehörigen eingeweiht. Auf einem Sockel waren in Lebensgröße die beiden erschossenen Polizei-Hauptleute in Bronze nachgebildet. Die Inschrift im Sockel lautete:
Das NS-Organ Völkischer Beobachter bezeichnete zwei Tage nach der Einweihung die SPD-Mitglieder Anlauf und Lenck als „Kameraden des nationalsozialistischen Deutschlands“. 1943 wurden die Figuren als „Metallspende des deutschen Volkes“ entfernt, eingeschmolzen und der Rüstungsindustrie zugeliefert. Der kriegsbeschädigte Sockel des Denkmals wurde nach Ende des Krieges abgetragen. Der ehemalige Standort des Denkmals ist Teil der Parkanlage zwischen Volksbühne und Rosa-Luxemburg-Straße.

### Deutsche Demokratische Republik
Im vierten Band der achtbändigen Ausgabe der Geschichte der deutschen Arbeiterbewegung, mit Walter Ulbricht als Vorsitzendem des Autorenkollektivs, wurden für die Polizistenmorde auf dem Berliner Bülowplatz allein Neumann und Kippenberger verantwortlich gemacht, die 1937 im Zuge der Stalinschen Säuberungen in der Sowjetunion ermordet worden waren. Diese hätten in der Ausübung individuellen Terrors, der unvereinbar mit der Mitgliedschaft in der KPD sei und im Widerspruch zu den marxistisch-leninistischen Auffassungen vom Klassenkampf stehe, eine parteifeindliche Handlung begangen und im August 1931 die Erschießung von zwei bei der Arbeiterschaft wegen ihrer Brutalität verhassten Polizeioffizieren organisiert, hinter dem Rücken der Parteiführung und der Berliner Bezirksleitung. Die Parteiführung und die Berliner Bezirksleitung seien damals von dem Vorfall völlig überrascht worden.
Erich Mielke, von 1957 bis zu seinem Rücktritt 1989 Minister für Staatssicherheit, wurde im DDR-Bericht über die Polizistenmorde völlig aus der Schusslinie gelassen. Wichert, der die Haft überlebte und nach dem Zweiten Weltkrieg ein hochrangiger Offizier des Ministeriums für Staatssicherheit war, erklärte später in seinem handschriftlichen Lebenslauf, dass Matern im Prozess die Schuld auf sich genommen hätte und damit den an der Aktion beteiligten Mittätern Wilhelm Peschky, Wilhelm Becker, Herbert Dobersalske, Paul Kähne und Karl Holstein die Flucht aus Deutschland ermöglicht habe.

### Bundesrepublik Deutschland
Die Berliner Bezirksverordnetenversammlung von Mitte fasste im Januar 2016 einen Beschluss, dass eine Gedenktafel auf dem heutigen Rosa-Luxemburg-Platz zu installieren ist, die über die Morde informiert und der Opfer gedenkt. In der Umsetzung dieses Beschlusses wurde 2018 an einer Stelle auf dem Fußweg eine Platte mit einem QR-Code installiert, durch den man auf eine Internetseite gelangt. Dort wird über die Morde informiert. Die CDU-Fraktion der Bezirksverordnetenversammlung Mitte kritisierte, dass der QR-Code nach außen hin sichtbar keinerlei Hinweise über den Gedenkinhalt liefert.